# Campylocheta lipernis
Campylocheta lipernis är en tvåvingeart som beskrevs av Henry Jonathan Reinhard 1952. Campylocheta lipernis ingår i släktet Campylocheta och familjen parasitflugor. Inga underarter finns listade i Catalogue of Life.